# ATP German Open 1984
Il German Open 1984 è stato un torneo di tennis giocato sulla terra rossa. È stata la 78ª edizione del Torneo di Amburgo, che fa parte del Volvo Grand Prix 1984. Si è giocato al Rothenbaum Tennis Center di Amburgo in Germania, dal 7 al 13 maggio 1984.

## Campioni

### Singolare
Juan Aguilera ha battuto in finale   Henrik Sundström, 6–4, 2–6, 2–6, 6–4, 6–4.

### Doppio
Stefan Edberg /  Anders Järryd hanno battuto in finale  Heinz Günthardt /  Balázs Taróczy, 6–3, 6–1.